# Lou Gare
Lou Gare, geboren als Kesley Gare (Rugby (Warwickshire), 16 juni 1939 – 6 oktober 2017), was een Britse jazzsaxofonist.

## Biografie
Gare studeerde eerst kunst aan de London Art School en werkte als jazzmuzikant bij Mike Westbrook, waar hij het vrije spel benaderde. Met zijn medestudenten Eddie Prévost en Keith Rowe richtte hij in 1965 het invloedrijke improvisatie-ensemble AMM op, waar hij tot 1977 lid van was. Vooral in de tijd dat AMM alleen nog bestond als duo met hemzelf en Prévost (1972 tot 1976), traden ze regelmatig en relatief vaak op. Als lid van de London Musicians Co-op speelde Gare in deze periode ook met Evan Parker, Derek Bailey, Barry Guy, Howard Riley en andere muzikanten. In 1977 verhuisde hij met zijn gezin naar Exeter. In de jaren 1980 speelde hij met drummer Fred Burwood in The Exeter Free Jazz Duo. Gare bleef spelen met Prévost (meest recent in 2002 en 2005) en bij Westbrook (meest recent in 2015).

## Overlijden
Lou Gare overleed in oktober 2017 op 78-jarige leeftijd.

## Discografie
- 2005: No Strings Attached (Matchless, 2005, solo)
- 2010-2014, 2018: Mike Westbrook In Memory of Lou Gare. Solos Recorded Live with the Uncommon Orchestra (Westbrook Records 2018, rec. 2010–2014)

### Met AMM
- 1966: AMMMusic (Matchless)
- 1968: The Crypt (Matchless)
- 1972: Live at the Roundhouse (Incus/Anomalous)
- 1973-1975: To Hear and Back Again (Matchless)